# 麗莎·拉琵拉
麗莎·拉琵拉（英語：Liza Lapira，1981年12月3日—），美國女演員。以演出Showtime頻道榮獲艾美獎的電視影集《Huff》而獲得肯定。她在劇中飾演奧立佛派特長期壓抑的助理瑪姬戴羅薩里歐。2008年，在電影《決勝21點》中飾演琪安娜。2009年，參與演出《玩命關頭》，並在《腦筋急轉彎2》為厭厭(Disgust)配音。另外，還曾經參與演出影集《重返犯罪現場》（NCIS），飾演李探員。

## 個人生活
麗莎·拉琵拉出生於美國紐約皇后區，具有菲律賓血統。她的職業生涯始於紐約，多參與舞台劇及獨立電影工作，直到2004年搬至洛杉磯為電視台工作。

## 外部連結
- 麗莎·拉琵拉在Enjoy Movie上的電影作品列表 （页面存档备份，存于）
- 互联网电影数据库上麗莎·拉琵拉的资料

1. ↑  . IMDb.   [2024-07-09]. （原始内容存档于2024-12-15） （美国英语）.